# Hospital general de Sarawak
El Hospital general de Sarawak (en malayo: Hospital Umum Sarawak) es el hospital más grande en el estado de Sarawak, en Malasia. Es el principal hospital de tercer nivel y de referencia en el este de Malasia. En sus primeros años era conocido como Hospital General de Kuching .
El Hospital general de Sarawak ha estado en existencia desde 1870. Sin embargo, no hay registros históricos adecuados y conservados de sus inicios.
El registro más antiguo sobre el hospital es de 1910. Según esta documentación, el hospital estaba situado inicialmente en el sitio actual de la Prisión Central de Kuching y un total de 920 pacientes fueron ingresados en el hospital durante ese año.